# Nacha Guevara
Nacha Guevara (ur. 3 października 1940) – argentyńska aktorka i piosenkarka.

## Filmografia
seriale
- 1998: Alas, poder y pasión jako Gala Esquivel
- 2005: Zabójczynie (serial telewizyjny 2005) jako Yiya Murano
- 2005: Złodziejska liga

film
- 1967: Cómo seducir a una mujer
- 1986: Panna Mary jako Mecha
- 1995: Nie umieraj, póki mi nie powiesz dokąd idziesz
- 2011: Cruzadas